# Certhilauda subcoronata
La alondra namaqua (Certhilauda subcoronata) es una especie de ave paseriforme de la familia Alaudidae. Es propia de África austral, distribuida por Angola, Namibia y Sudáfrica.

## Subespecies
Se reconocen las siguientes subespecies:
- Certhilauda subcoronata bradshawi
- Certhilauda subcoronata damarensis
- Certhilauda subcoronata subcoronata
- Certhilauda subcoronata gilli